# 2011–2012-es női EHF-bajnokok ligája (csoportkör)
Ez a cikk ismerteti a 2011–2012-es női EHF-bajnokok ligája csoportköreinek az eredményeit.

## Formátum
A csoportkörben a 16 részt vevő csapatot négy darab négycsapatos csoportra osztották. A csoporton belül a csapatok oda-vissza vágós rendszerű körmérkőzést játszottak egymással. A csoportok első két helyezettjei jutottak a középdöntőbe.
Azonos pontszám esetén az alábbiak szerint döntik el a sorrendet:
1. Egymás elleni mérkőzéseken szerzett több pont,
2. Egymás elleni mérkőzések alapján számolt gólkülönbség,
3. Egymás elleni mérkőzéseken lőtt több gól,
4. A csoport összes meccse alapján számolt gólkülönbség,
5. A csoportban lőtt gólok száma,
6. Sorsolás.

## Csoportkör

### Kiemelések
A csoportkör sorsolásakor alkalmazott kiemeléseket az alábbi táblázat tartalmazza. A sorsolást 2011. június 28-án tartották Bécsben.
| 1-es kalap                                                | 2-es kalap                                                    | 3-as kalap                                                       | 4-es kalap                                   |
| --------------------------------------------------------- | ------------------------------------------------------------- | ---------------------------------------------------------------- | -------------------------------------------- |
| Larvik HK FC Midtjylland Győri Audi ETO KC Oltchim Vâlcea | Budućnost Podgorica Hypo Niederösterreich Krim Itxako Navarra | Gyinamo Volgograd Thüringer HC Metz Handball Podravka Koprivnica | Viborg HK Byåsen HE Buxtehuder SV Randers HK |

### A csoport
| #  | Csapat              | M | Gy | D | V | G+  | G–  | Gk  | P  |
| -- | ------------------- | - | -- | - | - | --- | --- | --- | -- |
| 1. | Budućnost Podgorica | 6 | 5  | 0 | 1 | 172 | 149 | +23 | 10 |
| 2. | FC Midtjylland      | 6 | 4  | 0 | 2 | 146 | 127 | +19 | 8  |
| 3. | Byåsen HE           | 6 | 2  | 1 | 3 | 131 | 149 | –18 | 5  |
| 4. | Thüringer HC        | 6 | 0  | 1 | 5 | 139 | 163 | –24 | 1  |

| 2011. október. 01. 16:15 | Byåsen HE  | 17–19       | FC Midtjylland | Trondheim Spektrum, Trondheim Nézőszám: 1600 Játékvezetők: Buy, Pichon (FRA) |
| 2011. október. 01. 16:15 | Nøstvold 5 | (8–11)      | Brogger Led 6  | Trondheim Spektrum, Trondheim Nézőszám: 1600 Játékvezetők: Buy, Pichon (FRA) |
| 2011. október. 01. 16:15 | 1× 3×      | Jegyzőkönyv | 4× 3×          | Trondheim Spektrum, Trondheim Nézőszám: 1600 Játékvezetők: Buy, Pichon (FRA) |

| 2011. október. 02. 15:00 | Thüringer HC  | 23–27       | Budućnost Podgorica  | Salza-Halle, Bad Langensalza Nézőszám: 1100 Játékvezetők: Cohen, Peretz (ISR) |
| 2011. október. 02. 15:00 | Popluhárová 7 | (9–13)      | Bulatović, Popović 7 | Salza-Halle, Bad Langensalza Nézőszám: 1100 Játékvezetők: Cohen, Peretz (ISR) |
| 2011. október. 02. 15:00 | 4× 3×         | Jegyzőkönyv | 4× 3×                | Salza-Halle, Bad Langensalza Nézőszám: 1100 Játékvezetők: Cohen, Peretz (ISR) |

| 2011. október. 08. 14:30 | FC Midtjylland | 23–20       | Thüringer HC | Ikast-Brande Arena, Ikast Nézőszám: 2200 Játékvezetők: Johansson, Kliko (SWE) |
| 2011. október. 08. 14:30 | Jørgensen 7    | (15–10)     | Engel 11     | Ikast-Brande Arena, Ikast Nézőszám: 2200 Játékvezetők: Johansson, Kliko (SWE) |
| 2011. október. 08. 14:30 | 1× 3×          | Jegyzőkönyv | 2× 3×        | Ikast-Brande Arena, Ikast Nézőszám: 2200 Játékvezetők: Johansson, Kliko (SWE) |

| 2011. október. 09. 19:30 | Budućnost Podgorica | 28–18       | Byåsen HE          | Morača Sports Center, Podgorica Nézőszám: 4500 Játékvezetők: Herczeg, Südi (HUN) |
| 2011. október. 09. 19:30 | Bulatović 6         | (13–7)      | Herrem, Nostvold 5 | Morača Sports Center, Podgorica Nézőszám: 4500 Játékvezetők: Herczeg, Südi (HUN) |
| 2011. október. 09. 19:30 | 7× 3× 1×            | Jegyzőkönyv | 2× 3×              | Morača Sports Center, Podgorica Nézőszám: 4500 Játékvezetők: Herczeg, Südi (HUN) |

| 2011. október. 15. 13:15 | Byåsen HE | 23–22       | Thüringer HC | Trondheim Spektrum, Trondheim Nézőszám: 1200 Játékvezetők: Mazeika, Gatelis (LTU) |
| 2011. október. 15. 13:15 | Alstad 8  | (13–7)      | Engel 12     | Trondheim Spektrum, Trondheim Nézőszám: 1200 Játékvezetők: Mazeika, Gatelis (LTU) |
| 2011. október. 15. 13:15 | 2× 2×     | Jegyzőkönyv | 4× 3×        | Trondheim Spektrum, Trondheim Nézőszám: 1200 Játékvezetők: Mazeika, Gatelis (LTU) |

| 2011. október. 16. 19:30 | Budućnost Podgorica | 28–25       | FC Midtjylland | Morača Sports Center, Podgorica Nézőszám: 4400 Játékvezetők: Baranowski, Lemanowicz (POL) |
| 2011. október. 16. 19:30 | Bulatović 9         | (11–11)     | Troelsen 9     | Morača Sports Center, Podgorica Nézőszám: 4400 Játékvezetők: Baranowski, Lemanowicz (POL) |
| 2011. október. 16. 19:30 | 3× 3× 1×            | Jegyzőkönyv | 5× 2×          | Morača Sports Center, Podgorica Nézőszám: 4400 Játékvezetők: Baranowski, Lemanowicz (POL) |

| 2011. október. 29. 16:15 | Byåsen HE  | 24–34       | Budućnost Podgorica | Trondheim Spektrum, Trondheim Nézőszám: 1800 Játékvezetők: Novikov, Perepilitsy (UKR) |
| 2011. október. 29. 16:15 | Nøstvold 9 | (11–16)     | Popović 8           | Trondheim Spektrum, Trondheim Nézőszám: 1800 Játékvezetők: Novikov, Perepilitsy (UKR) |
| 2011. október. 29. 16:15 | 1× 2×      | Jegyzőkönyv | 3× 3×               | Trondheim Spektrum, Trondheim Nézőszám: 1800 Játékvezetők: Novikov, Perepilitsy (UKR) |

| 2011. október. 30. 15:00 | Thüringer HC | 21–27       | FC Midtjylland | Salza-Halle, Bad Langensalza Nézőszám: 1400 Játékvezetők: Bounouara, Sami (FRA) |
| 2011. október. 30. 15:00 | Snelder 6    | (8–13)      | Troelsen 5     | Salza-Halle, Bad Langensalza Nézőszám: 1400 Játékvezetők: Bounouara, Sami (FRA) |
| 2011. október. 30. 15:00 | 2× 3×        | Jegyzőkönyv | 5× 3×          | Salza-Halle, Bad Langensalza Nézőszám: 1400 Játékvezetők: Bounouara, Sami (FRA) |

| 2011. november. 05. 13:00 | FC Midtjylland | 18–21       | Byåsen HE  | Ikast-Brande Arena, Ikast Nézőszám: 1700 Játékvezetők: Jurinović, Mrvica (CRO) |
| 2011. november. 05. 13:00 | Troelsen 6     | (5–13)      | Andenaes 5 | Ikast-Brande Arena, Ikast Nézőszám: 1700 Játékvezetők: Jurinović, Mrvica (CRO) |
| 2011. november. 05. 13:00 | 1× 3×          | Jegyzőkönyv | 2× 2×      | Ikast-Brande Arena, Ikast Nézőszám: 1700 Játékvezetők: Jurinović, Mrvica (CRO) |

| 2011. november. 06. 19:30 | Budućnost Podgorica | 35–25       | Thüringer HC | Morača Sports Center, Podgorica Nézőszám: 3400 Játékvezetők: Leandersson, Lindroos (FIN) |
| 2011. november. 06. 19:30 | Bulatović 10        | (20–10)     | Engel 9      | Morača Sports Center, Podgorica Nézőszám: 3400 Játékvezetők: Leandersson, Lindroos (FIN) |
| 2011. november. 06. 19:30 | 6× 3× 1×            | Jegyzőkönyv | 5× 3×        | Morača Sports Center, Podgorica Nézőszám: 3400 Játékvezetők: Leandersson, Lindroos (FIN) |

| 2011. november. 11. 19:00 | FC Midtjylland | 34–20       | Budućnost Podgorica | Ikast-Brande Arena, Ikast Nézőszám: 2400 Játékvezetők: Bonaventura, Bonaventura (FRA) |
| 2011. november. 11. 19:00 | Kviesgaard 7   | (19–10)     | Stevin 5            | Ikast-Brande Arena, Ikast Nézőszám: 2400 Játékvezetők: Bonaventura, Bonaventura (FRA) |
| 2011. november. 11. 19:00 | 2× 2×          | Jegyzőkönyv | 4× 3×               | Ikast-Brande Arena, Ikast Nézőszám: 2400 Játékvezetők: Bonaventura, Bonaventura (FRA) |

| 2011. november. 13. 15:00 | Thüringer HC  | 28–28       | Byåsen HE       | Salza-Halle, Bad Langensalza Nézőszám: 1000 Játékvezetők: Guseva, Vartanyan (RUS) |
| 2011. november. 13. 15:00 | Nadgornaja 10 | (12–15)     | három játékos 5 | Salza-Halle, Bad Langensalza Nézőszám: 1000 Játékvezetők: Guseva, Vartanyan (RUS) |
| 2011. november. 13. 15:00 | 1× 2×         | Jegyzőkönyv | 2× 2×           | Salza-Halle, Bad Langensalza Nézőszám: 1000 Játékvezetők: Guseva, Vartanyan (RUS) |

### B csoport
| #  | Csapat              | M | Gy | D | V | G+  | G–  | Gk  | P |
| -- | ------------------- | - | -- | - | - | --- | --- | --- | - |
| 1. | Larvik HK           | 6 | 4  | 0 | 2 | 161 | 138 | +23 | 8 |
| 2. | Viborg HK           | 6 | 2  | 2 | 2 | 161 | 161 | 0   | 6 |
| 3. | Krim                | 6 | 2  | 2 | 2 | 143 | 151 | –8  | 6 |
| 4. | Podravka Koprivnica | 6 | 1  | 2 | 3 | 146 | 161 | –15 | 4 |

| 2011. október. 01. 14:30 | Viborg HK  | 34–28       | Larvik HK    | Viborg Stadionhal, Viborg Nézőszám: 2400 Játékvezetők: Leifsson, Palsson (ISL) |
| 2011. október. 01. 14:30 | Gulldén 12 | (22–10)     | Riegelhuth 8 | Viborg Stadionhal, Viborg Nézőszám: 2400 Játékvezetők: Leifsson, Palsson (ISL) |
| 2011. október. 01. 14:30 | 3× 3×      | Jegyzőkönyv | 6× 3×        | Viborg Stadionhal, Viborg Nézőszám: 2400 Játékvezetők: Leifsson, Palsson (ISL) |

| 2011. október. 02. 15:00 | Podravka Koprivnica | 23–24       | Krim      | Fran Galović, Kapronca Nézőszám: 2000 Játékvezetők: Mata, Lopez (ESP) |
| 2011. október. 02. 15:00 | Tatari 7            | (13–12)     | Penezić 7 | Fran Galović, Kapronca Nézőszám: 2000 Játékvezetők: Mata, Lopez (ESP) |
| 2011. október. 02. 15:00 | 4× 3×               | Jegyzőkönyv | 6× 2×     | Fran Galović, Kapronca Nézőszám: 2000 Játékvezetők: Mata, Lopez (ESP) |

| 2011. október. 07. 18:00 | Krim      | 31–25       | Viborg HK | Arena Stožice, Ljubljana Nézőszám: 3000 Játékvezetők: Stark, Stefan (ROU) |
| 2011. október. 07. 18:00 | Penezić 8 | (16–8)      | Skov 7    | Arena Stožice, Ljubljana Nézőszám: 3000 Játékvezetők: Stark, Stefan (ROU) |
| 2011. október. 07. 18:00 | 2× 3×     | Jegyzőkönyv | 2× 3×     | Arena Stožice, Ljubljana Nézőszám: 3000 Játékvezetők: Stark, Stefan (ROU) |

| 2011. október. 08. 18:15 | Larvik HK    | 37–25       | Podravka Koprivnica | Arena Larvik, Larvik Nézőszám: 1500 Játékvezetők: Andorka, Hucker (HUN) |
| 2011. október. 08. 18:15 | Riegelhuth 9 | (18–17)     | Damnjanović 9       | Arena Larvik, Larvik Nézőszám: 1500 Játékvezetők: Andorka, Hucker (HUN) |
| 2011. október. 08. 18:15 | 1× 3×        | Jegyzőkönyv | 2×                  | Arena Larvik, Larvik Nézőszám: 1500 Játékvezetők: Andorka, Hucker (HUN) |

| 2011. október. 15. 14:30 | Viborg HK       | 27–27       | Podravka Koprivnica | Viborg Stadionhal, Viborg Nézőszám: 1200 Játékvezetők: Leandersson, Lindroos (FIN) |
| 2011. október. 15. 14:30 | három játékos 5 | (12–14)     | Damnjanović 6       | Viborg Stadionhal, Viborg Nézőszám: 1200 Játékvezetők: Leandersson, Lindroos (FIN) |
| 2011. október. 15. 14:30 | 1× 2× 1×        | Jegyzőkönyv | 3× 3× 2×            | Viborg Stadionhal, Viborg Nézőszám: 1200 Játékvezetők: Leandersson, Lindroos (FIN) |

| 2011. október. 16. 14:15 | Larvik HK | 31–19       | Krim      | Arena Larvik, Larvik Nézőszám: 1800 Játékvezetők: Bonaventura, Bonaventura (FRA) |
| 2011. október. 16. 14:15 | Sulland 8 | (13–10)     | Penezić 9 | Arena Larvik, Larvik Nézőszám: 1800 Játékvezetők: Bonaventura, Bonaventura (FRA) |
| 2011. október. 16. 14:15 | 1× 3×     | Jegyzőkönyv | 4× 3×     | Arena Larvik, Larvik Nézőszám: 1800 Játékvezetők: Bonaventura, Bonaventura (FRA) |

| 2011. október. 29. 18:00 | Podravka Koprivnica | 21–24       | Larvik HK     | Fran Galović, Kapronca Nézőszám: 2000 Játékvezetők: Tzaferopoulos, Bethmann (GRE) |
| 2011. október. 29. 18:00 | Damnjanović 9       | (11–11)     | Kristiansen 6 | Fran Galović, Kapronca Nézőszám: 2000 Játékvezetők: Tzaferopoulos, Bethmann (GRE) |
| 2011. október. 29. 18:00 | 2× 3×               | Jegyzőkönyv | 4× 3×         | Fran Galović, Kapronca Nézőszám: 2000 Játékvezetők: Tzaferopoulos, Bethmann (GRE) |

| 2011. október. 29. 19:30 | Viborg HK | 28–28       | Krim      | Viborg Stadionhal, Viborg Nézőszám: 1800 Játékvezetők: Stolarovs, Līcis (LAT) |
| 2011. október. 29. 19:30 | Fisker 8  | (16–9)      | Penezić 8 | Viborg Stadionhal, Viborg Nézőszám: 1800 Játékvezetők: Stolarovs, Līcis (LAT) |
| 2011. október. 29. 19:30 | 3× 2×     | Jegyzőkönyv | 7× 3× 1×  | Viborg Stadionhal, Viborg Nézőszám: 1800 Játékvezetők: Stolarovs, Līcis (LAT) |

| 2011. november. 05. 14:45 | Larvik HK  | 19–20       | Viborg HK | Arena Larvik, Larvik Nézőszám: 3100 Játékvezetők: Lorente, Serradilla (ESP) |
| 2011. november. 05. 14:45 | Breivang 4 | (10–12)     | Skov 5    | Arena Larvik, Larvik Nézőszám: 3100 Játékvezetők: Lorente, Serradilla (ESP) |
| 2011. november. 05. 14:45 | 4× 2×      | Jegyzőkönyv | 4× 3×     | Arena Larvik, Larvik Nézőszám: 3100 Játékvezetők: Lorente, Serradilla (ESP) |

| 2011. november. 05. 17:30 | Krim               | 22–22       | Podravka Koprivnica | Arena Stožice, Ljubljana Nézőszám: 4500 Játékvezetők: Brehmer, Skowronek (POL) |
| 2011. november. 05. 17:30 | Aćimović, Franić 6 | (13–11)     | Pušić 6             | Arena Stožice, Ljubljana Nézőszám: 4500 Játékvezetők: Brehmer, Skowronek (POL) |
| 2011. november. 05. 17:30 | 4× 2×              | Jegyzőkönyv | 4× 3×               | Arena Stožice, Ljubljana Nézőszám: 4500 Játékvezetők: Brehmer, Skowronek (POL) |

| 2011. november. 13. 18:00 | Podravka Koprivnica | 28–27       | Viborg HK | Fran Galović, Kapronca Nézőszám: 2000 Játékvezetők: Kavulic, Skruzny (SVK) |
| 2011. november. 13. 18:00 | Damnjanović 10      | (13–14)     | Skov 8    | Fran Galović, Kapronca Nézőszám: 2000 Játékvezetők: Kavulic, Skruzny (SVK) |
| 2011. november. 13. 18:00 | 3× 1×               | Jegyzőkönyv | 4× 2×     | Fran Galović, Kapronca Nézőszám: 2000 Játékvezetők: Kavulic, Skruzny (SVK) |

| 2011. november. 13. 18:00 | Krim      | 19–22       | Larvik HK    | Arena Stožice, Ljubljana Nézőszám: 5000 Játékvezetők: Horváth, Marton (HUN) |
| 2011. november. 13. 18:00 | Penezić 6 | (11–11)     | Riegelhuth 7 | Arena Stožice, Ljubljana Nézőszám: 5000 Játékvezetők: Horváth, Marton (HUN) |
| 2011. november. 13. 18:00 | 6× 2×     | Jegyzőkönyv | 5× 3×        | Arena Stožice, Ljubljana Nézőszám: 5000 Játékvezetők: Horváth, Marton (HUN) |

### C csoport
| #  | Csapat                | M | Gy | D | V | G+  | G–  | Gk  | P |
| -- | --------------------- | - | -- | - | - | --- | --- | --- | - |
| 1. | Győri Audi ETO KC     | 6 | 4  | 0 | 2 | 183 | 154 | +29 | 8 |
| 2. | Metz Handball         | 6 | 3  | 0 | 3 | 154 | 156 | –2  | 6 |
| 3. | Randers HK            | 6 | 3  | 0 | 3 | 163 | 170 | –7  | 6 |
| 4. | Hypo Niederösterreich | 6 | 2  | 0 | 4 | 167 | 187 | –20 | 4 |

| 2011. október. 01. 18:30 | Metz Handball | 30–21       | Hypo Niederösterreich   | Arènes de Metz, Metz Nézőszám: 3600 Játékvezetők: Methe, Methe (GER) |
| 2011. október. 01. 18:30 | Mendy 7       | (16–10)     | Rédei-Soós, Rodrigues 5 | Arènes de Metz, Metz Nézőszám: 3600 Játékvezetők: Methe, Methe (GER) |
| 2011. október. 01. 18:30 | 5× 3×         | Jegyzőkönyv | 4× 3× 1×                | Arènes de Metz, Metz Nézőszám: 3600 Játékvezetők: Methe, Methe (GER) |

| 2011. október. 02. 15:00 | Randers HK      | 29–23       | Győri Audi ETO KC | Elro Arena Randers, Randers Nézőszám: 1200 Játékvezetők: Mazeika, Gatelis (LTU) |
| 2011. október. 02. 15:00 | három játékos 5 | (14–10)     | Lekić 6           | Elro Arena Randers, Randers Nézőszám: 1200 Játékvezetők: Mazeika, Gatelis (LTU) |
| 2011. október. 02. 15:00 | 4× 3× 1×        | Jegyzőkönyv | 3× 3×             | Elro Arena Randers, Randers Nézőszám: 1200 Játékvezetők: Mazeika, Gatelis (LTU) |

| 2011. október. 08. 20:20 | Hypo Niederösterreich           | 28–29       | Randers HK | Bundessport- und Freizeitzentrum Südstadt, Maria Enzersdorf Nézőszám: 600 Játékvezetők: San Jose, Murcia (ESP) |
| 2011. október. 08. 20:20 | da Silva, Rédei-Soós Viktória 7 | (19–14)     | Fruelund 9 | Bundessport- und Freizeitzentrum Südstadt, Maria Enzersdorf Nézőszám: 600 Játékvezetők: San Jose, Murcia (ESP) |
| 2011. október. 08. 20:20 | 6× 3× 1×                        | Jegyzőkönyv | 4× 3×      | Bundessport- und Freizeitzentrum Südstadt, Maria Enzersdorf Nézőszám: 600 Játékvezetők: San Jose, Murcia (ESP) |

| 2011. október. 09. 15:00 | Győri Audi ETO KC | 28–23       | Metz Handball | Magvassy Mihály Sportcsarnok, Győr Nézőszám: 2000 Játékvezetők: Arntsen, Gullaksen (NOR) |
| 2011. október. 09. 15:00 | Görbicz 10        | (16–13)     | Pineau 7      | Magvassy Mihály Sportcsarnok, Győr Nézőszám: 2000 Játékvezetők: Arntsen, Gullaksen (NOR) |
| 2011. október. 09. 15:00 | 3× 2×             | Jegyzőkönyv | 1× 2×         | Magvassy Mihály Sportcsarnok, Győr Nézőszám: 2000 Játékvezetők: Arntsen, Gullaksen (NOR) |

| 2011. október. 16. 16:50 | Randers HK | 26–27       | Metz Handball | Elro Arena Randers, Randers Nézőszám: 2000 Játékvezetők: Lah, Sok (SLO) |
| 2011. október. 16. 16:50 | Müller 7   | (14–14)     | Ognjenović 9  | Elro Arena Randers, Randers Nézőszám: 2000 Játékvezetők: Lah, Sok (SLO) |
| 2011. október. 16. 16:50 | 1× 3×      | Jegyzőkönyv | 2× 3×         | Elro Arena Randers, Randers Nézőszám: 2000 Játékvezetők: Lah, Sok (SLO) |

| 2011. október. 30. 16:50 | Randers HK         | 39–32       | Hypo Niederösterreich | Elro Arena Randers, Randers Nézőszám: 2350 Játékvezetők: Pandzic, Satordzija (BIH) |
| 2011. október. 30. 16:50 | Cuadrado, Müller 6 | (18–15)     | Nascimento 8          | Elro Arena Randers, Randers Nézőszám: 2350 Játékvezetők: Pandzic, Satordzija (BIH) |
| 2011. október. 30. 16:50 | 4× 2×              | Jegyzőkönyv | 4× 2×                 | Elro Arena Randers, Randers Nézőszám: 2350 Játékvezetők: Pandzic, Satordzija (BIH) |

| 2011. október. 30. 17:00 | Metz Handball | 24–33       | Győri Audi ETO KC | Arènes de Metz, Metz Nézőszám: 4600 Játékvezetők: Brunovský, Čanda (SVK) |
| 2011. október. 30. 17:00 | Pineau 5      | (7–17)      | Görbicz 8         | Arènes de Metz, Metz Nézőszám: 4600 Játékvezetők: Brunovský, Čanda (SVK) |
| 2011. október. 30. 17:00 | 3× 3×         | Jegyzőkönyv | 4× 3×             | Arènes de Metz, Metz Nézőszám: 4600 Játékvezetők: Brunovský, Čanda (SVK) |

| 2011. november. 05. 16:30 | Győri Audi ETO KC | 35–20       | Randers HK | Magvassy Mihály Sportcsarnok, Győr Nézőszám: 1900 Játékvezetők: Opava, Valek (CZE) |
| 2011. november. 05. 16:30 | Løke 8            | (16–9)      | Müller 6   | Magvassy Mihály Sportcsarnok, Győr Nézőszám: 1900 Játékvezetők: Opava, Valek (CZE) |
| 2011. november. 05. 16:30 | 2× 3×             | Jegyzőkönyv | 4× 3×      | Magvassy Mihály Sportcsarnok, Győr Nézőszám: 1900 Játékvezetők: Opava, Valek (CZE) |

| 2011. november. 05. 20:20 | Hypo Niederösterreich | 28–25       | Metz Handball | Bundessport- und Freizeitzentrum Südstadt, Maria Enzersdorf Nézőszám: 1000 Játékvezetők: Maric, Masic (SRB) |
| 2011. november. 05. 20:20 | Nascimento 12         | (15–13)     | Pineau 5      | Bundessport- und Freizeitzentrum Südstadt, Maria Enzersdorf Nézőszám: 1000 Játékvezetők: Maric, Masic (SRB) |
| 2011. november. 05. 20:20 | 3× 3×                 | Jegyzőkönyv | 4× 2×         | Bundessport- und Freizeitzentrum Südstadt, Maria Enzersdorf Nézőszám: 1000 Játékvezetők: Maric, Masic (SRB) |

| 2011. november. 09. 20:20 | Hypo Niederösterreich | 29–27       | Győri Audi ETO KC | Bundessport- und Freizeitzentrum Südstadt, Maria Enzersdorf Nézőszám: 1000 Játékvezetők: Pavičević, Raznatović (MNE) |
| 2011. november. 09. 20:20 | Nascimento 8          | (15–13)     | Radičević 7       | Bundessport- und Freizeitzentrum Südstadt, Maria Enzersdorf Nézőszám: 1000 Játékvezetők: Pavičević, Raznatović (MNE) |
| 2011. november. 09. 20:20 | 5× 2×                 | Jegyzőkönyv | 3× 3×             | Bundessport- und Freizeitzentrum Südstadt, Maria Enzersdorf Nézőszám: 1000 Játékvezetők: Pavičević, Raznatović (MNE) |

| 2011. november. 12. 18:30 | Metz Handball        | 25–20       | Randers HK | Arènes de Metz, Metz Nézőszám: 3800 Játékvezetők: Gubica, Milosevic (CRO) |
| 2011. november. 12. 18:30 | Ognjenović, Pineau 7 | (12–12)     | Dalby 6    | Arènes de Metz, Metz Nézőszám: 3800 Játékvezetők: Gubica, Milosevic (CRO) |
| 2011. november. 12. 18:30 | 2× 3×                | Jegyzőkönyv | 1× 3×      | Arènes de Metz, Metz Nézőszám: 3800 Játékvezetők: Gubica, Milosevic (CRO) |

| 2011. november. 13. 17:15 | Győri Audi ETO KC | 37–29       | Hypo Niederösterreich | Magvassy Mihály Sportcsarnok, Győr Nézőszám: 2200 Játékvezetők: Johansson, Kliko (SWE) |
| 2011. november. 13. 17:15 | Radičević 12      | (17–12)     | Rodrigues 10          | Magvassy Mihály Sportcsarnok, Győr Nézőszám: 2200 Játékvezetők: Johansson, Kliko (SWE) |
| 2011. november. 13. 17:15 | 5× 3×             | Jegyzőkönyv | 4× 3×                 | Magvassy Mihály Sportcsarnok, Győr Nézőszám: 2200 Játékvezetők: Johansson, Kliko (SWE) |

### D csoport
| #  | Csapat            | M | Gy | D | V | G+  | G–  | Gk  | P  |
| -- | ----------------- | - | -- | - | - | --- | --- | --- | -- |
| 1. | Oltchim Vâlcea    | 6 | 5  | 0 | 1 | 168 | 146 | +22 | 10 |
| 2. | Itxako Navarra    | 6 | 4  | 0 | 2 | 163 | 158 | +5  | 8  |
| 3. | Gyinamo Volgograd | 6 | 3  | 0 | 3 | 170 | 160 | +10 | 6  |
| 4. | Buxtehuder SV     | 6 | 0  | 0 | 6 | 138 | 175 | –37 | 0  |

| 2011. szeptember. 30. 19:00 | Buxtehuder SV | 20–24       | Oltchim Vâlcea | Schulzentrum Nord, Buxtehude Nézőszám: 1200 Játékvezetők: Lythje, Christiansen (DEN) |
| 2011. szeptember. 30. 19:00 | Techert 4     | (11–13)     | Chirilă 11     | Schulzentrum Nord, Buxtehude Nézőszám: 1200 Játékvezetők: Lythje, Christiansen (DEN) |
| 2011. szeptember. 30. 19:00 | 4× 3×         | Jegyzőkönyv | 5× 3×          | Schulzentrum Nord, Buxtehude Nézőszám: 1200 Játékvezetők: Lythje, Christiansen (DEN) |

| 2011. október. 01. 14:00 | Gyinamo Volgograd | 25–27       | Itxako Navarra | Dynamo, Volgograd Nézőszám: 1500 Játékvezetők: Pedersen, Mortensen (DEN) |
| 2011. október. 01. 14:00 | Borscsenko 6      | (11–14)     | Martín 7       | Dynamo, Volgograd Nézőszám: 1500 Játékvezetők: Pedersen, Mortensen (DEN) |
| 2011. október. 01. 14:00 | 3× 3×             | Jegyzőkönyv | 2× 3×          | Dynamo, Volgograd Nézőszám: 1500 Játékvezetők: Pedersen, Mortensen (DEN) |

| 2011. október. 08. 19:00 | Itxako Navarra | 32–21       | Buxtehuder SV      | Polideportivo Municipal Lizarrerria, Estella Nézőszám: 1250 Játékvezetők: Cvetko, Kavalar (SVN) |
| 2011. október. 08. 19:00 | Barbosa 9      | (15–10)     | Melbeck, Techert 4 | Polideportivo Municipal Lizarrerria, Estella Nézőszám: 1250 Játékvezetők: Cvetko, Kavalar (SVN) |
| 2011. október. 08. 19:00 | 2× 3×          | Jegyzőkönyv | 2× 3×              | Polideportivo Municipal Lizarrerria, Estella Nézőszám: 1250 Játékvezetők: Cvetko, Kavalar (SVN) |

| 2011. október. 09. 18:00 | Oltchim Vâlcea  | 31–26       | Gyinamo Volgograd | Sala Sporturilor Traian, Râmnicu Vâlcea Nézőszám: 2850 Játékvezetők: Gubica, Milosevic (CRO) |
| 2011. október. 09. 18:00 | három játékos 5 | (13–13)     | Kocsetova 9       | Sala Sporturilor Traian, Râmnicu Vâlcea Nézőszám: 2850 Játékvezetők: Gubica, Milosevic (CRO) |
| 2011. október. 09. 18:00 | 2× 3×           | Jegyzőkönyv | 5× 2×             | Sala Sporturilor Traian, Râmnicu Vâlcea Nézőszám: 2850 Játékvezetők: Gubica, Milosevic (CRO) |

| 2011. október. 15. 19:00 | Itxako Navarra  | 22–25       | Oltchim Vâlcea | Polideportivo Municipal Lizarrerria, Estella Nézőszám: 1700 Játékvezetők: Pandzic, Mosorinski (SRB) |
| 2011. október. 15. 19:00 | három játékos 5 | (12–10)     | Manea 5        | Polideportivo Municipal Lizarrerria, Estella Nézőszám: 1700 Játékvezetők: Pandzic, Mosorinski (SRB) |
| 2011. október. 15. 19:00 | 2× 3×           | Jegyzőkönyv | 4× 3×          | Polideportivo Municipal Lizarrerria, Estella Nézőszám: 1700 Játékvezetők: Pandzic, Mosorinski (SRB) |

| 2011. október. 16. 20:30 | Buxtehuder SV | 21–30       | Gyinamo Volgograd | Schulzentrum Nord, Buxtehude Nézőszám: 1500 Játékvezetők: Liachovicius, Gecevicius (LTU) |
| 2011. október. 16. 20:30 | Langkeit 7    | (11–15)     | Hmirova 6         | Schulzentrum Nord, Buxtehude Nézőszám: 1500 Játékvezetők: Liachovicius, Gecevicius (LTU) |
| 2011. október. 16. 20:30 | 4× 3×         | Jegyzőkönyv | 5× 3×             | Schulzentrum Nord, Buxtehude Nézőszám: 1500 Játékvezetők: Liachovicius, Gecevicius (LTU) |

| 2011. október. 29. 17:00 | Buxtehuder SV | 31–32       | Itxako Navarra | Schulzentrum Nord, Buxtehude Nézőszám: 2100 Játékvezetők: Leszczynski, Piechota (POL) |
| 2011. október. 29. 17:00 | Melbeck 8     | (14–14)     | Barbosa 9      | Schulzentrum Nord, Buxtehude Nézőszám: 2100 Játékvezetők: Leszczynski, Piechota (POL) |
| 2011. október. 29. 17:00 | 5× 2×         | Jegyzőkönyv | 5× 3×          | Schulzentrum Nord, Buxtehude Nézőszám: 2100 Játékvezetők: Leszczynski, Piechota (POL) |

| 2011. október. 30. 14:00 | Gyinamo Volgograd | 34–30       | Oltchim Vâlcea | Dynamo, Volgograd Nézőszám: 1500 Játékvezetők: Johansson, Kliko (SWE) |
| 2011. október. 30. 14:00 | Levina 8          | (16–15)     | Nechita 7      | Dynamo, Volgograd Nézőszám: 1500 Játékvezetők: Johansson, Kliko (SWE) |
| 2011. október. 30. 14:00 | 4× 3×             | Jegyzőkönyv | 4× 3×          | Dynamo, Volgograd Nézőszám: 1500 Játékvezetők: Johansson, Kliko (SWE) |

| 2011. november. 05. 19:00 | Itxako Navarra | 28–26       | Gyinamo Volgograd | Polideportivo Municipal Lizarrerria, Estella Nézőszám: 1500 Játékvezetők: Hansen, Pettersen (NOR) |
| 2011. november. 05. 19:00 | Martín 11      | (15–14)     | Borscsenko 6      | Polideportivo Municipal Lizarrerria, Estella Nézőszám: 1500 Játékvezetők: Hansen, Pettersen (NOR) |
| 2011. november. 05. 19:00 | 2× 3×          | Jegyzőkönyv | 5× 4×             | Polideportivo Municipal Lizarrerria, Estella Nézőszám: 1500 Játékvezetők: Hansen, Pettersen (NOR) |

| 2011. november. 06. 18:00 | Oltchim Vâlcea | 28–22       | Buxtehuder SV | Sala Sporturilor Traian, Râmnicu Vâlcea Nézőszám: 2400 Játékvezetők: Cohen, Peretz (ISR) |
| 2011. november. 06. 18:00 | Stanca 5       | (12–9)      | Stapelfeld 8  | Sala Sporturilor Traian, Râmnicu Vâlcea Nézőszám: 2400 Játékvezetők: Cohen, Peretz (ISR) |
| 2011. november. 06. 18:00 | 3×             | Jegyzőkönyv | 3× 3×         | Sala Sporturilor Traian, Râmnicu Vâlcea Nézőszám: 2400 Játékvezetők: Cohen, Peretz (ISR) |

| 2011. november. 13. 14:00 | Gyinamo Volgograd | 29–23       | Buxtehuder SV | Dynamo, Volgograd Nézőszám: 1300 Játékvezetők: Arntsen, Gullaksen (NOR) |
| 2011. november. 13. 14:00 | Levina 9          | (13–11)     | Bülau 5       | Dynamo, Volgograd Nézőszám: 1300 Játékvezetők: Arntsen, Gullaksen (NOR) |
| 2011. november. 13. 14:00 | 5× 2×             | Jegyzőkönyv | 1× 2×         | Dynamo, Volgograd Nézőszám: 1300 Játékvezetők: Arntsen, Gullaksen (NOR) |

| 2011. november. 13. 18:00 | Oltchim Vâlcea   | 30–22       | Itxako Navarra | Sala Sporturilor Traian, Râmnicu Vâlcea Nézőszám: 3000 Játékvezetők: Mazeika, Gatelis (LTU) |
| 2011. november. 13. 18:00 | Ardean-Elisei 10 | (11–13)     | Barbosa 7      | Sala Sporturilor Traian, Râmnicu Vâlcea Nézőszám: 3000 Játékvezetők: Mazeika, Gatelis (LTU) |
| 2011. november. 13. 18:00 | 1× 3×            | Jegyzőkönyv | 4× 3×          | Sala Sporturilor Traian, Râmnicu Vâlcea Nézőszám: 3000 Játékvezetők: Mazeika, Gatelis (LTU) |